# سيدة القرنفل (لوحة)
سيدة القرنفل وتعرف أيضا باسم سيدة مع مزهرية أو سيدة مع طفل، هو لوحة زيتية من عمل الرسام الإيطالي ليوناردو دا فينشي حوالي 1478-1480 (عصر النهضة). يتم عرض اللوحة بشكل دائم في معرض بيناكوثيك  في ميونيخ، ألمانيا منذ عام 1889 بعد ان كانت مشمولة تحت الملكية الخاصة.
يمثل منتصف اللوحة صورة خاصة بمريم العذراء و هي شابة مع الطفل يسوع عاريا في حضنها. مريم جالسة وترتدي الملابس الثمينة والمجوهرات. و هي تحمل في يدها اليسرى زهرة قرنفل والتي يعتقد بأنها تمثل رمزا للشفاء.
تم وضع الوجوه في الضوء في حين أن جميع العناصر الأخرى تم رسمها أكثر قتامة، زهرة القرنفل تبدو وهي مغطاة بفعل الظل. الطفل يبحث عن والدته بينما تنظر هي إلى الأسفل، لا يوجد أي التقاء للعيون في اللوحة. مكان الجلوس في اللوحة عبارة عن غرفة مع اثنين من النوافذ على كل جانب.
في البداية كان يعتقد أن هذه اللوحة تم رسمها من قبل أندريا ديل فيروكيو لكن مؤرخي الفن لاحقا اتفقوا على أن هذا العمل يعود إلى ليوناردو دا فينشي.
كانت هذه اللوحة من أكثر اللوحات شيوعا ضمن لوحات الفن المسيحي في العصور الوسطى.
هذه اللوحة هي العمل الوحيد الخاص بليوناردو دا فينشي المعروضة بشكل دائم في ألمانيا.